# Bármi más?
A Bármi más? (eredeti címén, japánul みんな〜やってるか! (Minna jatteru ka!)) egy 1995-ben bemutatott japán filmvígjáték Kitano Takesi rendezésében. Főszereplője egy végig szerencsétlenkedő, szexmániás férfi, aki pénzt és/vagy hírnevet akar szerezni magának, mert meggyőződése, hogy így szedhet fel nőket. Amellett, hogy a film bizonyos embertípusokat nevetségessé tesz, más filmeket is parodizál, többek között A légy címűt is.

## Cselekmény
|  | Alább a cselekmény részletei következnek! |

Aszao egyszerű gondolkodású férfi, akinek csak a szex körül jár az esze, ám nincsenek sikerei ebben a témában. Elhatározza, hogy vesz egy autót, ami talán vonzó lehet a nők számára, ám tapasztalnia kell, hogy így is hiába tesz fel közvetlen és egyértelmű kérdéseket nekik, csak visszautasítják. Megpróbál beszerezni egy kabriót, mert azt még vonzóbbnak hiszi, de a kereskedő átveri és egy roncsot sóz rá. Ezután autólopással is próbálkozik, de a zsákmány járműben rossz a fék, így ez a próbálkozás balesettel végződik. Drágább autóra vagy repülőjegyre (valamiért azt képzeli, hogy az első osztályú repülőjegyhez erotikus szolgáltatás is társul) pedig nincs pénze, ezért elkezd gondolkodni, honnan szerezhetne több pénzt.
Próbálkozik bankrablással többféleképpen is, próbálkozik pénzszállító megtámadásával, még régi elásott kincs felderítésével is, sőt, beáll színésznek is, mert azt hiszi, a híres színészeket majd maguk a nők fogják kérlelni egy-egy kapcsolatért, de minden kísérlete kudarcba fullad. Egyszer felül egy sétarepülőre, ahol verekedésbe keveredik egy utastársával, és véletlenül eltöri a nyakát. Felveszi a halott zakóját, így amikor földet érnek, egy furcsa fogadóbizottság érkezik elé, akik azt hiszik rá, hogy ő a halott ember, akit vártak, és akiről kiderül, hogy neves maffiózó. Hiába állítja, hogy nem ő az, innentől kezdve egyre jobban belekeveredik az idegbeteg főnökkel rendelkező jakuzacsoport életébe, sőt, két klán közötti harcba is.
Amikor sikerül megszabadulnia a bűnözői csoportoktól, egy női fürdő felé veszi az irányt, és arról álmodozik, bárcsak láthatatlan lenne, akkor bemenne és meglesné a meztelenül fürdőző szépségeket. Véletlenül találkozik is két tudóssal, akik láthatatlanná tevő gépet fejlesztenek, és társul hozzájuk. A kísérlet sikerül, Aszao láthatatlanná válik, és be is megy a fürdőbe. A tudósok azonban, hogy világraszóló találmányuk működését a nagyközönségnek is bizonyíthassák, kézre akarják keríteni a láthatatlanná vált embert, ezért különleges készülékükkel, amivel mégiscsak láthatják őt, utánaerednek. Végül elfogják, de a találmány bemutatójának idejére a láthatatlanság elmúlik, ezért újra, nagyobb energiát ráadva megint beteszik a férfit a gépükbe. Ám egy légy véletlenül bekerül a gépbe Aszao mellé, a gép pedig összekombinálja az embert és a legyet, így az eredmény egy hatalmas méretű légyember lesz. A szörny ellen különleges alakulatokat vet be az ország, végül úgy sikerül elfogni, hogy összehordanak rengeteg trágyát, ami odavonzza a légyembert, akit aztán egy óriási légycsapógéppel elpusztítanak.
|  | Itt a vége a cselekmény részletezésének! |

## Szereplők
- Dankan ... Aszao
- Kitano Takesi ... tudós
- Hino Jódzsin ... autókereskedő
- Kobajasi Akidzsi ... a védelmi erők vezetője